# Distrito Histórico de Smith Hill
El Distrito Histórico de Smith Hill es un distrito histórico ubicado en el noroeste de la ciudad Providence, la capital del estado de Rhode Island (Estados Unidos). 

## Descripción e historia
Se encuentra  justo al oeste de Rhode Island State House y la Interestatal 95. Incluye 57-65 Brownell Street, 73-114 Holden Street, 23-80 Jewett Street, 189-240 Smith Street y 10-18 W. Park Street. Esta área es una sección residencial densamente construida, un remanente aislado de lo que alguna vez fue una zona residencial más grande. La mayoría de las 41 propiedades son unidades residenciales construidas entre 1870 y 1930, y típicamente tienen dos y medio o tres pisos y medio de altura. Se ubican en tamaños de lote que varían generalmente de 3000 a 5000 pies cuadrados, y se ubican cerca de la acera. Los únicos edificios importantes no residenciales son St. Patrick's School en 244 Smith Street y "The Mohican" en 185-189 Smith Street; este último es un bloque comercial art déco de ladrillo y hormigón de dos pisos de altura.
Se agregó al Registro Nacional de Lugares Históricos en 1993.